# Zemuner Gymnasium
Das Zemuner Gymnasium (serbisch Земунска гимназија Zemunska gimnazija) ist eines der 17 Belgrader Gymnasien und befindet sich im Stadtpark des Belgrader Stadtbezirks Zemun.

## Geschichte

### Gründung
Das Gymnasium wurde am 23. September 1858 in Semlin – damals noch Österreich-Ungarn – durch das Dekret des Bischofs von Đakovo, Josip Juraj Strossmayer, als das zehnte Gymnasium auf dem Gebiet des heutigen Serbiens, nach den Gymnasien in Sremski Karlovci (1792), Subotica (1795) Novi Sad (1810), Kragujevac (1833), Zaječar (1837), Čačak (1837), Šabac (1837), Belgrad (1839) und Zrenjanin (1846) gegründet.
Im ersten Jahr seiner Tätigkeit hatte es 21 Schüler und eine Klasse.  Seit dem Jahr 1872 hat das Zemuner Gymnasium alle vier Klassen.

### Ab dem Ersten Weltkrieg
Während des Ersten Weltkriegs hatte das Zemuner Gymnasium Probleme mit der normalen Tätigkeit. Im Gebäude des Gymnasiums wurden Truppen des Österreich-Ungarischen Militärs untergebracht, weil die in der Nähe befindliche Kaserne für die Bedürfnisse des Krieges nicht ausreichte.
Ab 1925 hatten am Zemuner Gymnasium erstmals auch Mädchen zutritt, bis 1958 aber getrennt in Jungen- und Mädchengymnasium. Das Jungengymnasium befand sich am Zemuner Markt, an der Ecke der Straße Gospodska ulica und Veliki trg (Großer Platz) neben der Franziskaner-Pfarrkirche, im Gebäude der heutigen Abteilung für Inneres Zemun. Das Mädchengymnasium befand sich im heutigen Zemuner Gymnasium, und zwar im Stadtpark (damals Elisabeth-Park, benannt nach der ermordeten Kaiserin Elisabeth, genannt Sissi). Das Mädchengymnasium – damals Große Realschule genannt – wurde im Jahr 1914 angebaut und teilte das Gebäude mit der Frauen-Handelsakademie. Interessant ist, dass im Jahr 1900 nur ein Schüler sein Abitur machte.

### Die neue Zeit
Das Gymnasium besteht seit 1958 in der heutigen Form und ist durch die Vereinigung des Mädchen- und des Jungengymnasiums entstanden. Heute wird es von rund 1.300 Schülern besucht, die in vier Stufen aufgeteilt sind, mit jeweils zehn Klassen, die zur Hälfte der gesellschaftssprachlichen und der naturmathematischen Richtung angehören.

## Das Umfeld
Die Schule befindet sich im Stadtpark in Zemun zwischen der Grundschule Majke Jugović, der Grundschule des Branko Radičević, einer der ältesten Schulen in Belgrad, und der landwirtschaftlichen Fakultät, wo der Tradition nach die Maturanten im Amphitheater die Abiturprüfung ablegen. In unmittelbarer Nähe sind auch das Sportzentrum Pinki sowie die Musikgrundschule, die Mittlere Musikschule „Kosta Manojlović“, das orthodoxe Kloster sv. Arhangela Gavrila, die katholische Kirche Sv. Roka, und die Franziskanerkirche. Dort befinden sich auch die Grundschulen Svetozar Miletić und Majka Jugovića, das Heim für die Luftschifffahrt, das Zemuner Krankenhaus und das Kloster der Barmherzigen Schwestern.

## Architektur
Das heutige Gebäude wurde im Jahr 1879 vom Architekten Nikola Kolar aus Zagreb auf dem Gelände des einstigen Quarantäneplatzes, unmittelbar nachdem das Grundstück aus dem Militäreigentum in das Eigentum der Gemeinde überging, gebaut. Es hat einen Keller, ein Erdgeschoss und zwei Stockwerke. Es wurde repräsentativ und monumental konzipiert. Seine Form ist im Stil der Neorenaissance. Die Hauptfassade ist mit flachem, mittigem Risalit besonders betont. Die Fassaden sind in drei Zonen aufgeteilt, von denen die niedrigste aus massiven Quadern besteht, die mittlere ruhiger und die höhere mit Plastik betont ist. Das Gebäude hat ein eintraktiges System mit Fluren zum Hof und den Klassen zum Park. Alle Prinzipien der historizistischen Architektur, wie in der Komposition so auch in der Dekoration, wurden konsequent in die räumlichen und flächlichen Schemata des Gebäudes aufgenommen.
Das Gebäude der Großen Realschule stellt das beste Exemplar seines Stils im alten Kern von Zemun dar und bezeugt die erreichte hohe Entwicklungsstufe des Zemuner Schulwesens.

### Das Gebäude des Gymnasiums aus dem Jahr 1916
Der Stadtpark Nr. 1, an der Ecke der Straße Nemanjina ulica
In der Baugewerbeabteilung der Landesregierung wurden im Jahr 1912 die Pläne für die Erweiterung und den Anbau des Zemuner Gymnasiums und der mit ihm vereinten Handelsakademie, ausgearbeitet. Die Pläne sind mit V.R. signiert. Das Konzept des Plans war, den Baublock zu schließen, was durch den Aufbau eines neuen Gebäudes im Jahr 1916 auch getan wurde.
Die Arbeiten hat der Ingenieur Sima Ignjatović überwacht. Ausgeführt wurden sie vom Maurermeister und Zimmermann Mijo Matias aus Osijek. Der Investor des Gebäudes war die Königin des Gebiets Kotor aus Zemun. Interessant ist, dass der Ausschuss, der die Projekte in Zemun empfangen hat, nicht damit einverstanden war, dass das neue Gebäude im modernen Stil gebaut wurde und verlangte, dass es sich stilistisch mit dem alten Gebäude «in der Bauart der Renaissance» verbindet. Das Gebäude ist im postsezessionistischen Geist geformt, mit gewölbter Dekoration, so dass die primären architektonischen Elemente-Massen, insbesondere die Dachelemente, eine allgemeine räumliche Komposition des Objekts gebildet haben. Die Mansarddächer und die großen Fensteröffnungen, die an diesem Gebäude angewandt wurden, brachten neue Elemente in die Architektur des alten Kerns von Zemun ein. Die innere Einteilung im Eintraktsystem wiederholt die Disposition des älteren Gebäudes aber das allgemeine Programm und der Inhalt sind bedeutend moderner. Das Gebäude stellt eines der ersten ausdrücklichen, modernen, architektonischen Werke des alten Kerns von Zemun dar.
Beide Gebäude des Zemuner Gymnasiums bezeugen die Entwicklung der Baukunst, des Schulwesens und der Bildung in Zemun im Laufe von zwei Jahrhunderten. Sie sind als ein einzigartiger Denkmalkomplex geschützt. In der letzten Zeit ist eine Rekonstruktion der Fassade am alten Gebäudeteil des Zemuner Gymnasiums ausgeführt worden. Auch wurden die Arbeiten für die dekorative Beleuchtung abgeschlossen.

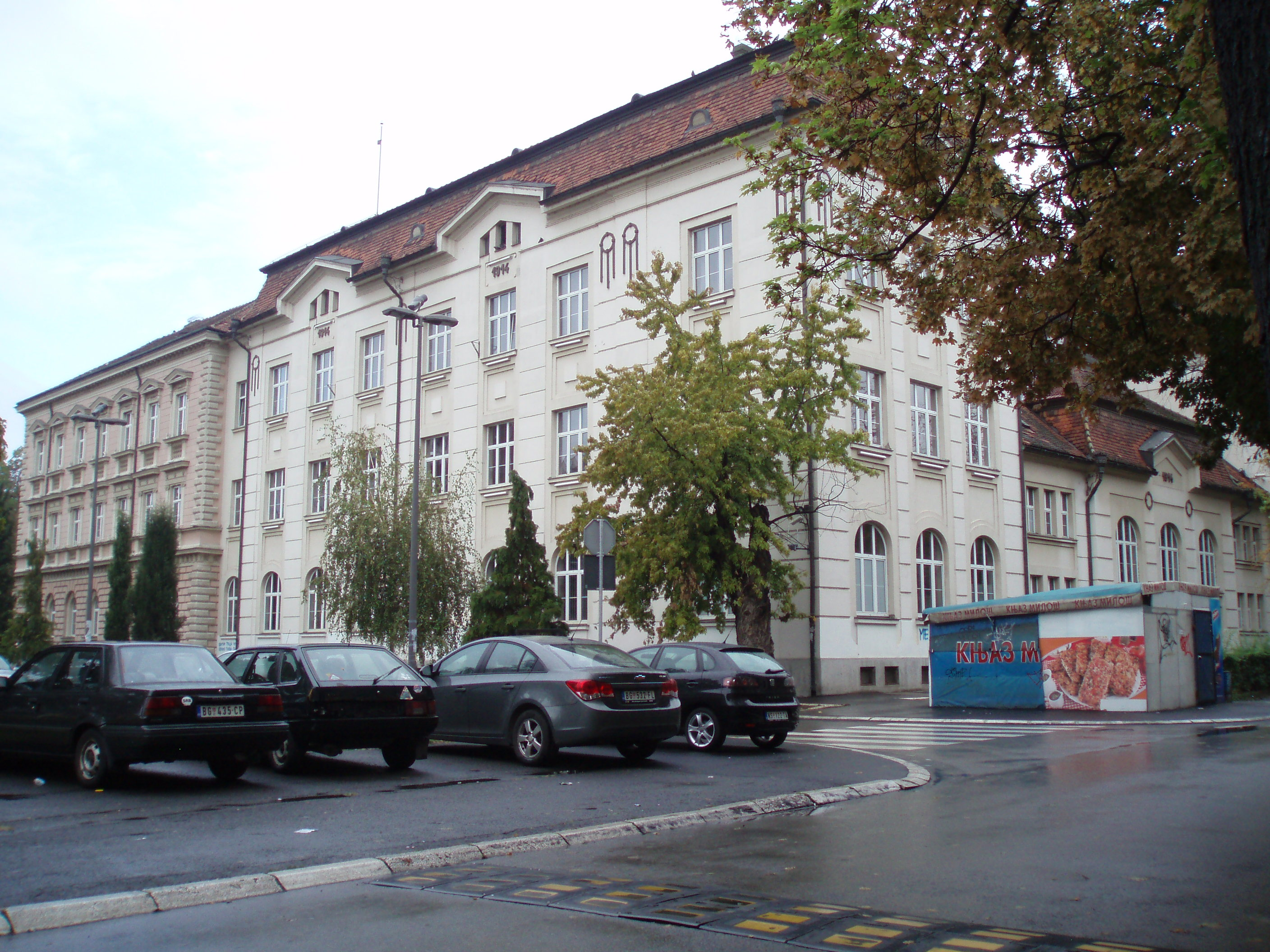
Seitenfassade
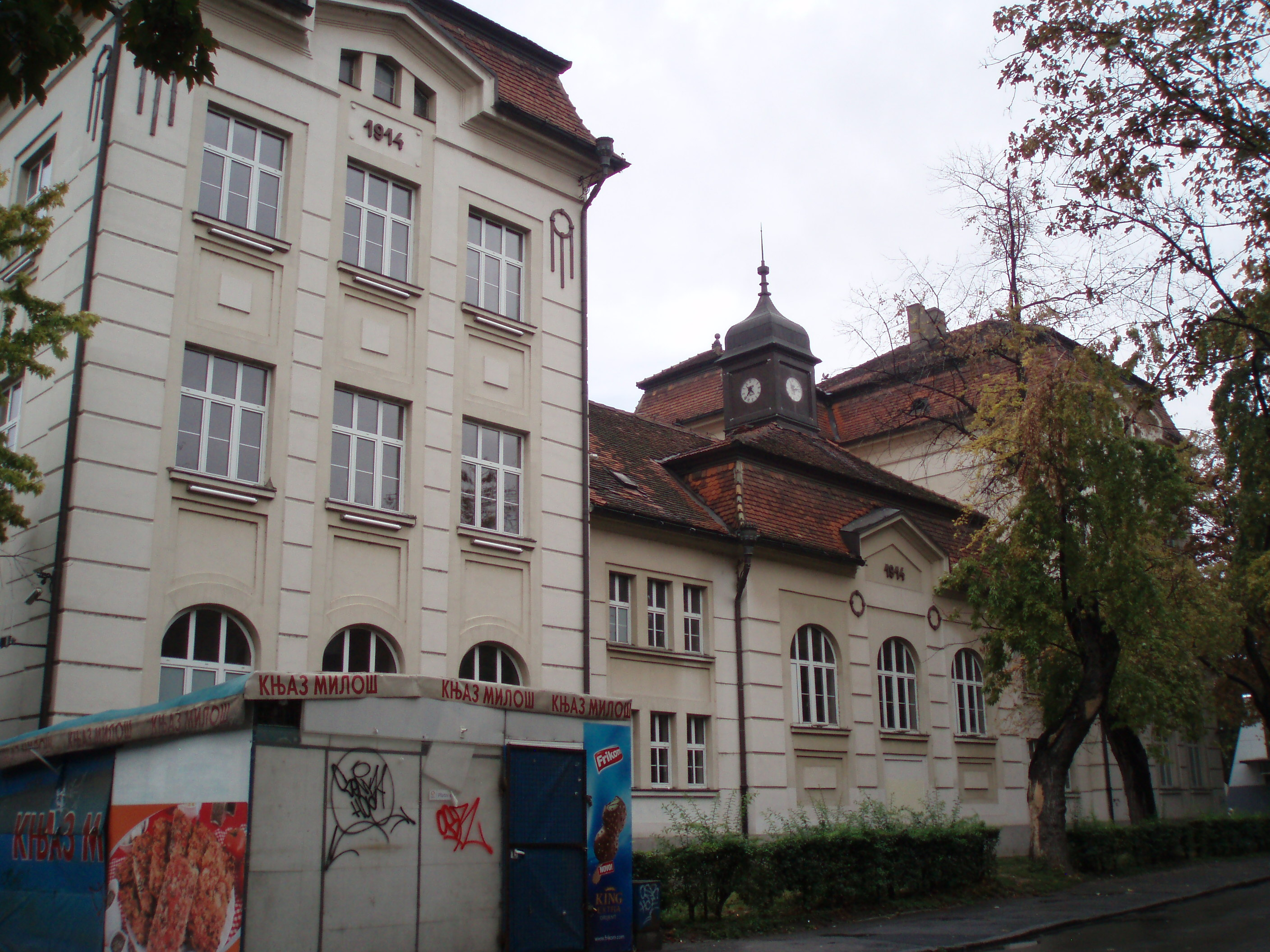
Fassade von der Straße Nemanjina aus
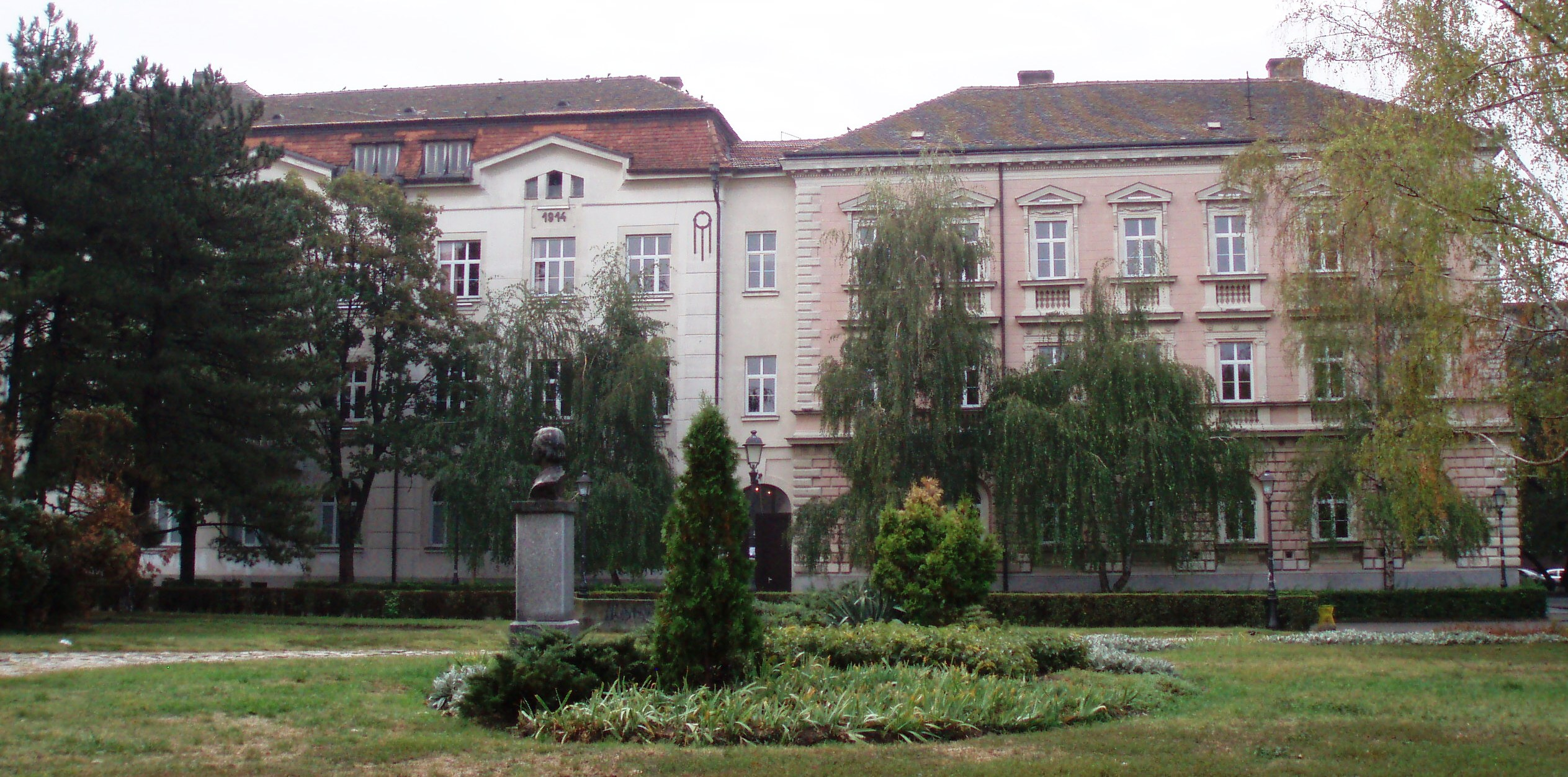
Fassade zum Park
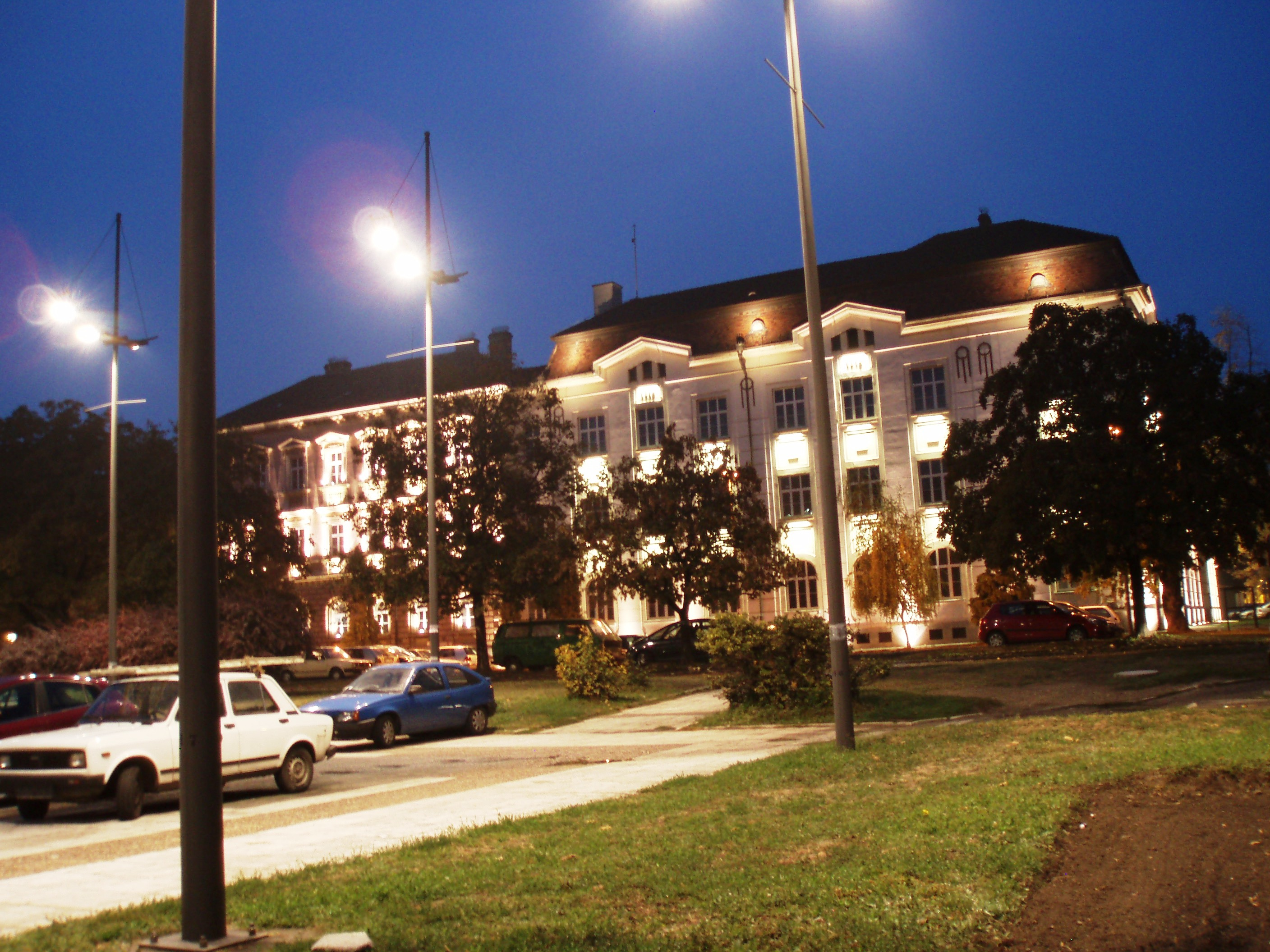
Gymnasium bei Nacht